# Yoann Offredo
Yoann Offredo (født 12. november 1986) er en fransk tidligere professionel cykelrytter.